# Díszlettervező
A díszlettervező

## Színházi darab létrehozásában való részvétele
A díszlettervezőnek (tervezőművésznek) igazodnia kell a színdarabhoz, saját korához és a produkció jellegéhez is, hogy hitelesen támassza alá a mű mondanivalóját. A színészek igényeit, a mozgásteret, a színpadkép arányait és a produkció anyagi kereteit is figyelembe kell vennie. A díszlettervező tervrajzai és utasításai alapján számos szakember pl. díszletmodellezők, díszletfestők, kellékesek készítik el, állítják össze, rögzítik a díszleteket, szerkezeteket, majd előadás után szétszedik azokat.

„
... a színházi díszlettervező feladata az, hogy ha a színháznak temploma van, oltárt készítsen hozzá, ha pedig csak oltára van, építsen hozzá templomot.”

– (Varga Mátyás)

A díszlettervező olyan színházi ember, aki festő, építész és szobrász is egy személyben, hiszen az érzéseket és gondolatokat kifejező színházi látványképek megtervezése és megépítése a képzőművészet egyéb ágainak ismeretét és alkalmazását is megköveteli. A változatossághoz és a megfelelő stílus kialakításához a tervezők minden darabnál más-más anyagokat, eszközöket, tereket, megvalósítási módokat használnak a megvilágított, vagy éppen festett háttereken át a plasztikus színpadépítésig.
A díszlettervezők munkája alkotó jellegű tevékenység, ami nagyfokú kreativitást, művészi érzéket és szakmai tudást igényel. A tehetség, a jó kézügyesség természetesen feltétele a szakmának.  Alapvető követelmény a jó szín- és formalátás, nagyságbecslés, térlátás és a magas szintű műveltség is. Egy díszlettervnek az a legfontosabb feladata, hogy használható legyen.

### A díszlettervezési munkák minden fázisában részt vesz a (tervezőművész)
- Feladatköre:
  - folyamatos kapcsolattartás a rendezővel,
  - részfeladatok, illetve kivitelezési munkák önálló irányítása,
  - a rendezői koncepcióhoz alkalmazkodó épített színpadtér készítése,
  - próbaszínpad összeállítása,
  - a műhelyekkel és a közvetlen munkatársakkal való folyamatos kapcsolattartás,
  - anyagminták gyűjtése, anyagbeszerzés elvégzése,
  - anyagfestési eljárások szakszerű alkalmazása,
  - a színpadi próbákon való részvétel,
  - első díszletpróba után a szükséges változtatások kivitelezése,
  - utómunkák elvégzése,
  - kellékek kreatív díszítése, javítása,
  - kellékezői munka ellátása,
  - a fogyó kellékek időbeni beszerzése,
  - a díszletelemek illetve kellékek állapotának folyamatos ellenőrzése.

## Részvétel egy film létrehozásában
Egy adott film vagy műsor díszletéért felel. Feladatát a rendező elképzelései szerint, a vele való konzultáció alapján tervezi meg. Asszisztense a berendező.
- Feladatkör
  - díszletek, kellékek és berendezések megtervezése, azok vázlatok vagy makettek segítségével való bemutatása egyeztetés céljából, majd ezek kiválasztása,
  - a berendezők folyamatos irányítása,
  - a kellékek kreatív díszítése, szükség esetén azok javítása,
  - díszletek kivitelezésének állandó ellenőrzése.

## Képzés
Díszlettervezés alapjait sokéves tanulás és gyakorlás során lehet elsajátítani. A tanulmányok első lépcsőfokát jelentheti a képző- és iparművészeti szakközépiskola, valamint számos tanfolyam elvégzése. Díszlettervezőket a Magyar Képzőművészeti Egyetem Látványtervező Tanszékén képeznek.

## Neves magyar díszlettervezők
- Antal Csaba
- Ambrus Mária
- Ágh Márton
- Árvai György
- Bagossy Levente
- Csík György
- Cziegler Balázs
- Erkel László "Kentaur"
- Füzér Anni
- Götz Béla
- Horesnyi Balázs
- Khell Csörsz
- Khell Zsolt
- Menczel Róbert
- Pauer Gyula
- Rajk László
- Rákay Tamás
- Rózsa István
- Szendrényi Éva
- Székely László